# 加拿大豐業銀行中心
加拿大豐業銀行中心（英語：Scotiabank Centre）是加拿大大西洋地區最大的多功能設施，位於新斯科細亞省哈利法克斯市中心城堡山底部，坐落公爵街（Duke Street）和卡米高街（Carmichael Street）之間的一段賓士域街（Brunswick Street），為該市的主要室內冰球、籃球和演唱會場館。
場館於1978年2月17日開幕，當時稱為哈利法克斯都會中心（Halifax Metro Centre）。2014年6月25日，加拿大豐業銀行宣布取得該設施的冠名權；場館於同年9月19日正式更名為加拿大豐業銀行中心。

## 外部連結
- 官方網站 （页面存档备份，存于）
- Halifax Thunderbirds官方網站 （页面存档备份，存于）
- Halifax Mooseheads官方網站 （页面存档备份，存于）
- Halifax Hurricanes官方網站 （页面存档备份，存于）
- Arena review （页面存档备份，存于）
- Halifax Metro Centre at Hockeyarenas.net （页面存档备份，存于）